# Крсманович, Бранко
Бранко Крсманович (серб. Бранко Крсмановић; 3 октября 1915, Доня-Мутница — 8 августа 1941, Космай) — югославский партизан, участник Гражданской войны в Испании и Народно-освободительной войны Югославии. Народный герой Югославии.

## Биография
Родился 3 октября 1915 в селе Доня-Мутница недалеко от Парачина. Окончив школу, поступил в Белградский университет, позднее продолжил обучение в Праге. В 1936 году в Праге был избран председателем Югославского студенческого движения, там же в том же году был принят в КПЮ.
Осенью 1936 года отправился в Испанию оказывать помощь Республиканцам. Нёс службу в батальоне имени Георги Димитрова с 1937 года в противотанковом расчёте (в батальоне было 25 югославов). Участвовал в боях на Харамском фронте (юго-восток от Мадрида). Спустя пять месяцев окончил офицерскую школу близ Альбасете, был произведён в ранг подпоручика и назначен политруком протвиотанковой батареи.
В боях на Центральном и Арагонском фронтах эта батарея стала одной из самых лучших в армии республиканцев. Сам Бранко дослужился до звания капитана. Был ранен в ногу, после чего отправился во Францию на лечение. После поражения республиканцев был интернирован в концлагерь Гирс, откуда сбежал в 1941 году.
Вернулся Бранко в Югославию незадолго до войны, но на границе с Италией его задержали пограничники и отправили в Главную белградскую тюрьму. 24 марта 1941 его перевели в Парачин спустя 35 дней после ареста, а через два дня его вызвали в Белград. Однако 27 марта грянул антинацистский путч, в результате чего было свергнуто прогерманское правительство, и новый король Петар II отменил решение о допросе Бранко.
В середине мая 1941 года Бранко нелегально прибыл в Белград, где вместе с горкомом КПЮ готовил восстание. Ещё в апреле 1941 года его приняли в состав Военного комитета, где работали Спасения Бабович, Сретен Жуйович и Филип Кляич. Комитет организовывал закупку оружия, коммунистической литературы и подготовку бойцов. 4 июля 1941 после фактического объявления войны был образован штаб Народно-освободительных партизанских отрядов Сербии, куда вошли Сретен Жуйович, Родолюб Чолакович, Филип Кляич, Никола Грулович и сам Бранко Крсманович.
Как отличный солдат, проверенный революционер и член штаба, Крсманович начал путешествовать по городам и сёлам Сербии, набирая добровольцев. При его участии были созданы Крагуевацкий, 1-й и 2-й Шумадийские, Космайский партизанские отряды, а также многие другие.
В августе 1941 года немцы окружили Космайский отряд. Бранко Крсманович, который нёс службу в Младеновацкой партизанской роте, вступил в бой. В неравном бою все партизаны отряда погибли, в том числе и Бранко.
9 мая 1945, в день Победы, Бранко Крсмановичу было посмертно присвоено звание Народного героя Югославии указом руководства АВНОЮ.